# Diocesi di Gaba
La diocesi di Gaba (in latino Dioecesis Gabena) è una sede soppressa del patriarcato di Gerusalemme e una sede titolare della Chiesa cattolica.

## Storia
Gaba, forse identificabile con Djeb'a (o Jaba') a sud di Atlit in Israele (nei pressi del Monte Carmelo), è un'antica sede vescovile della provincia romana della Palestina Prima nella diocesi civile d'Oriente. Faceva parte del patriarcato di Gerusalemme ed era suffraganea dell'arcidiocesi di Cesarea.
Sono solo due i vescovi conosciuti di quest'antica diocesi palestinese. Ruffino prese parte al concilio di Efeso del 431. Anastasio partecipò al concilio di Gerusalemme del 536 convocato dal patriarca Pietro contro Antimo di Costantinopoli e che vide riuniti assieme i vescovi delle Tre Palestine.
Dal 1933 Gaba è annoverata tra le sedi vescovili titolari della Chiesa cattolica; la sede è vacante dal 14 giugno 1996. Il titolo è stato finora assegnato in una sola occasione, al vescovo Hanna Kaldany, ausiliare del patriarcato di Gerusalemme dei latini.

## Cronotassi

### Vescovi greci
- Ruffino † (menzionato nel 431)
- Anastasio † (menzionato nel 536)

### Vescovi titolari
- Hanna Kaldany † (4 gennaio 1964 - 14 giugno 1996 deceduto)